# Aviméta 88
Lo Aviméta 88 fu un aereo da caccia monomotore monoplano biposto sviluppato dalla azienda aeronautica francese Société pour la Construction d'Avions Métallique nella seconda metà degli anni venti del XX secolo e rimasto allo stadio di prototipo.

## Storia del progetto
La Aviméta (Société pour la Construction d'Avions Métallique) nacque come dipartimento aeronautico della fabbrica di armamenti Schneider-Creusot. A metà degli anni venti del XX secolo le autorità militari francesi promossero, tramite la Section Technique de l'Aéronautique (STAé), un programma indicato come "1925 C2" (Chasseur, caccia, a due posti) per dotarsi di un nuovo modello in grado di ricoprire i ruoli di aereo da caccia, diurno e notturno, e di aereo da ricognizione diurno. In risposta al tale specifica il capitano Georges Le Pére, che, mentre era in prestito al governo degli Stati Uniti d'America, era stato il principale responsabile della realizzazione dei caccia biposto Packard-Le Père LUSAC-11 e LUSAC-21, progettò lo Aviméta 88. Sia il telaio che il rivestimento ondulato del caccia erano realizzati in Alferium, una lega di alluminio e ferro sviluppata da Schneider.

## Descrizione tecnica
Lo Aviméta 88 era un aereo da caccia monoplano con ala a parasole di corda costante. I terminali dell'ala avevano punte semiellittiche leggermente appuntite. Le semiali a sezione sottile erano realizzate attorno a due longheroni a traliccio e avevano uno spessore del rivestimento di 300 µm. Al fine di migliorare la visuale dai posti di pilotaggio nella parte centrale posteriore dell'ala era stato ricavato un grande intaglio di forma trapezoidale. Le cerniere degli alettoni erano impostate a un angolo basso rispetto al bordo d'uscita dell'ala
Le semiali erano collegate alla fusoliera con una coppia parallela di montanti, assistiti da montanti di rinforzo a forma di N posti a circa metà della campata, con rinforzi trasversali ad angolo retto. Quattro montanti molto corti partivano dai longheroni superiori della fusoliera e andavano a collegarsi alla sezione centrale dell'ala. La fusoliera aveva sezione quadrata con angoli arrotondati ed era costruita attorno quattro longheroni e a un set di formatori rinforzati diagonalmente. C'erano due posti di pilotaggio aperti in tandem, con il pilota posto in avanti a metà della corda, mentre il mitragliere/osservatore era dietro in linea con il bordo d'uscita. Dietro le cabine di pilotaggio la fusoliera si assottigliava rapidamente nel profilo fino a costituire un impennaggio di tipo convenzionale, con il piano orizzontale posto a metà fusoliera. Sia le superfici orizzontali che quelle verticali erano fortemente rastremate, in particolare sui bordi d'attacco, con un ampio piano di coda e una pinna con piccoli equilibratori e timone inseriti. Il carrello di atterraggio era dotato di una coppia di ruote indipendenti con sospensioni elastiche sulle gambe racchiuse in carenature rastremate attaccate ai longheroni inferiori nella parte inferiore dei montanti alari.
Il motore in linea era un Hispano-Suiza 12Hb a 12 cilindri a V, raffreddati a liquido, erogante la potenza di 595 CV (444 kW), azionante un'elica bipala. Il serbatoio della benzina, del tipo antiurto SEMAPE, aveva una capacità di 420 litri, e poteva essere sganciato in volo. Il serbatoio dell'olio motore aveva una capacità di 40 litri. L'armamento comprendeva due mitragliatrici anteriori sincronizzate da 7,7 mm MAC (Vickers) e due mitragliatrici Lewis su un supporto flessibile nella cabina di pilotaggio posteriore.

## Impiego operativo
Il prototipo dell'Aviméta 88 fu esposto al Salone internazionale dell'aviazione di Parigi del dicembre 1926, poco dopo il suo primo volo. Si sa molto poco della sua storia successiva, anche se diede una dimostrazione in volo "piuttosto impressionante" a Villacoublay nel settembre 1927. Il suo sviluppo, così come quello dei suoi concorrenti, Breguet Bre 25, Béchereau 2 C-2, Levasseur PL 6 C2, Brunet-Les Mureaux ANF-3 e ANF-4, Wibault Wib.8, Wib.12 e Wib.121, Villiers Vil.5 e Vil.24, Spad S-60 e S-70, Descamps D.17, Potez 31, de Monge 101, Salmson-Bechereau SB-5 e SB-6, Dewoitine D.25, Nieuport Ni.47 e Hanriot H.33, fu interrotto quando la richiesta ufficiale per un aereo da caccia-ricognizione biposto fu annullata.